# Typhlodromus repens
Typhlodromus repens är en spindeldjursart som först beskrevs av Beglyarov 1981.  Typhlodromus repens ingår i släktet Typhlodromus och familjen Phytoseiidae. Inga underarter finns listade i Catalogue of Life.